# Höslwang

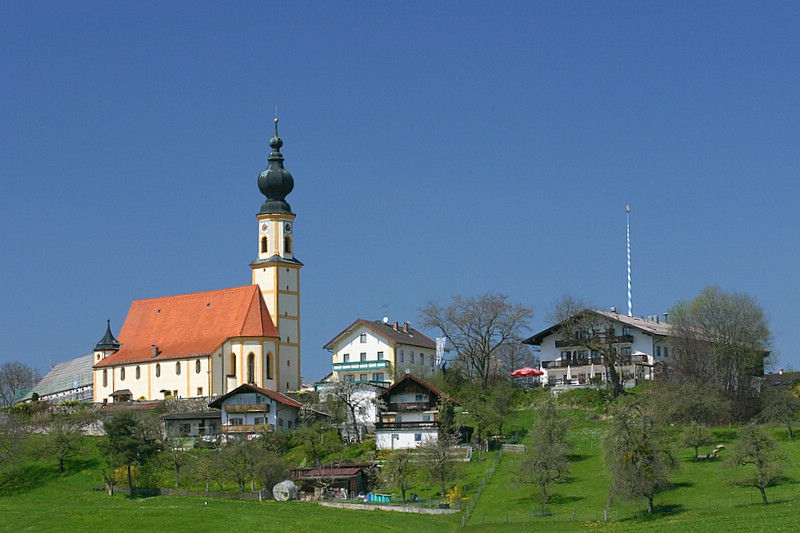
Höslwang im Frühling

Höslwang ist eine Gemeinde im oberbayerischen Landkreis Rosenheim. Der gleichnamige Hauptort ist Sitz der Gemeindeverwaltung.

## Geographie

### Geographische Lage
Der Ort Höslwang liegt in der Region Südostoberbayern im Chiemgau rund 12 km vom Chiemsee entfernt. Nach Rosenheim sind es 22 km, nach Wasserburg am Inn 19 km, nach Bad Endorf 7 km, nach Prien am Chiemsee 14 km und nach Traunstein 30 km. Zur Bundesautobahn 8 (Anschlussstelle Bernau am Chiemsee) sind es 20 km, der nächstgelegene Bahnhof ist Bad Endorf. 

### Gemeindegliederung
Es gibt 25 Gemeindeteile (in Klammern ist der Siedlungstyp angegeben):
- Almertsham (Dorf)
- Arxtham (Weiler)
- Dielstein (Weiler)
- Dobl (Einöde)
- Edenstraß (Einöde)
- Eßbaum (Einöde)
- Gachensolden (Weiler)
- Guntersberg (Weiler)
- Hirschberg (Einöde)
- Höslwang (Pfarrdorf)
- Kronberg (Einöde)
- Obergebertsham (Dorf)
- Ötz (Einöde)
- Pickenbach (Einöde)
- Radl (Einöde)
- Siegsdorf (Weiler)
- Sonnering (Dorf)
- Staudach (Einöde)
- Straß (Weiler)
- Stürzlham (Einöde)
- Untergebertsham (Weiler)
- Unterhöslwang (Dorf)
- Weiher (Weiler)
- Wimpersing (Einöde)
- Zunham (Weiler)

### Natur
Folgende Schutzgebiete berühren das Gemeindegebiet:
- Naturschutzgebiet Eggstätt-Hemhofer Seenplatte (NSG-00154.01)
- Fauna-Flora-Habitat-Gebiet Moorgebiet von Eggstädt-Hemhof bis Seeon (8040-371)
- Vogelschutzgebiet (Vogelschutzrichtlinie der EU) Moorgebiet von Eggstaett-Hemhof bis Seeon (8040-471)

## Geschichte

### Bis zur Gemeindegründung
Höslwang gehörte zum Rentamt Burghausen und zum Landgericht Kling des Kurfürstentums Bayern. Im Zuge der Verwaltungsreformen in Bayern entstand mit dem Gemeindeedikt von 1818 die heutige Gemeinde.

### Einwohnerentwicklung
Zwischen 1988 und 2018 wuchs die Gemeinde von 957 auf 1285 um 328 Einwohner bzw. um 34,3 %.
- 1970: 0832 Einwohner
- 1987: 0934 Einwohner
- 1991: 1015 Einwohner
- 1995: 1140 Einwohner
- 2000: 1247 Einwohner
- 2005: 1254 Einwohner
- 2010: 1236 Einwohner
- 2015: 1286 Einwohner

## Öffentliche Verwaltung, Politik und Wahlen
Die Gemeinde ist Mitglied der Verwaltungsgemeinschaft Halfing. Im Gemeinderat der Wahlperiode 2008–2014 saßen sechs Mitglieder der CSU und sechs Mitglieder der Freien Wählergemeinschaft. Alle zwölf Gemeinderäte gehören der gemeinsamen Liste CSU/Parteifreie Bürger Höslwang an, sowohl in der Wahlperiode 2014–2020 als auch nach der Gemeinderatswahl 2020.
Erster Bürgermeister war bis zum Tod am 22. Juni 2017 Josef Eisner (Freie Wählergemeinschaft). Am 24. September 2017 wurde Matthias Maier (CSU/Parteifreie Bürger) zu dessen Nachfolger gewählt. Dieser trat sein Amt am 27. September 2017 an.
Die Gemeindesteuereinnahmen betrugen im Jahr 2020 umgerechnet 1.093.000 €, davon betrugen die Gewerbesteuereinnahmen (netto) umgerechnet 257.000 €.
Wahlergebnisse (gerundet auf eine Nachkommastelle):
| Datum              | Wahl                     | Wahlbeteiligung | CSU    | SPD    | Grüne  | FDP    | AfD    | Die Linke | FW     |
| ------------------ | ------------------------ | --------------- | ------ | ------ | ------ | ------ | ------ | --------- | ------ |
| 26. September 2021 | Bundestag (Zweitstimmen) | 85,8 %          | 33,6 % | 10,1 % | 11,5 % | 09,0 % | 09,4 % |           |        |
| 26. Mai 2019       | Europäisches Parlament   | 67,4 %          | 45,0 % | 04,6 % | 20,0 % |        | 07,6 % |           | 06,4 % |
| 14. Oktober 2018   | Landtag (Zweitstimmen)   | 79,8 %          | 42,4 % | 04,7 % | 16,9 % |        | 08,0 % |           | 13,6 % |
| 24. September 2017 | Bundestag (Zweitstimmen) | 83,1 %          | 47,6 % | 09,4 % | 11,1 % | 07,8 % | 10,9 % |           |        |
| 25. Mai 2014       | Europäisches Parlament   | 45,8 %          | 51,0 % | 08,2 % | 12,4 % |        | 07,0 % |           | 05,6 % |
| 22. September 2013 | Landtag (Zweitstimmen)   | 70,3 %          | 56,3 % | 10,2 % | 08,8 % | 02,6 % | –      | 0,5 %     | 13,0 % |
| 22. September 2013 | Bundestag (Zweitstimmen) | 74,7 %          | 51,3 % | 10,4 % | 09,3 % | 04,1 % | 03,3 % | 1,9 %     |        |
| 27. September 2009 | Bundestag (Zweitstimmen) | 77,2 %          | 54,9 % | 07,3 % | 12,2 % | 12,6 % | –      | 1,8 %     | –      |
| 7. Juni 2009       | Europäisches Parlament   | 51,4 %          | 59,1 % | 03,6 % | 11,3 % | 07,8 % | –      | 0,8 %     | 04,6 % |
| 28. September 2008 | Landtag (Zweitstimmen)   | 75,0 %          | 50,2 % | 07,4 % | 12,4 % | 07,3 % | –      | 1,1 %     | 10,7 % |
| 18. September 2005 | Bundestag (Zweitstimmen) | 84,0 %          | 69,8 % | 10,7 % | 07,4 % | 07,4 % | –      | 1,3 %     | 00,7 % |
| 13. Juni 2004      | Europäisches Parlament   | 47,8 %          | 75,8 % | 04,3 % | 07,6 % | 03,6 % | –      | (0,5 %)   | –      |

### Wappen
| | Blasonierung: „Schräglinks geteilt von Silber und Grün; oben aus der Teilungslinie wachsend ein grünes Haselnussblatt, am Stiel mit zwei Früchten; unten drei, eins zu zwei gestellte, goldene Kugeln.“ |
| Wappenbegründung: Das Haselnussblatt redet für den Namen der Gemeinde, der von hasala, der althochdeutschen Bezeichnung der Haselnussstaude abgeleitet ist. Die drei goldenen Kugeln verweisen als Attribute des heiligen Nikolaus auf das Patrozinium der bedeutenden Rokoko-Pfarrkirche von Höslwang, die Mittelpunkt einer ausgedehnten Pfarrei ist. Dieses Wappen wird seit 1968 geführt. | |

## Baudenkmäler
Die Pfarrkirche St. Nikolaus wird zu den Kirchen mit der künstlerisch wertvollsten Rokokoausstattung im Chiemgau gezählt.

## Wirtschaft und Infrastruktur

### Öffentlicher Personenverkehr
- Busverkehr: Höslwang ist durch zwei Buslinien an den Regionalverkehr Oberbayern angeschlossen. Durch die Linien 9427 und 9492 bestehen Verbindungen nach Bad Endorf, Rosenheim, Prutting, Amerang, Söchtenau und Halfing.
- Der nächstgelegene Bahnhof ist der 4,5 km Luftlinie entfernte Bahnhof in Bad Endorf an der Bahnstrecke Rosenheim–Salzburg.

### Wirtschaftsstruktur
Es gab 2020 im Bereich der Land- und Forstwirtschaft fünf, im Produzierenden Gewerbe 123 und im Bereich Handel und Verkehr 29 sozialversicherungspflichtig Beschäftigte am Arbeitsort. In sonstigen Wirtschaftsbereichen waren am Arbeitsort 26 Personen sozialversicherungspflichtig beschäftigt. Sozialversicherungspflichtig Beschäftigte am Wohnort gab es insgesamt 495.
Im verarbeitenden Gewerbe gab es zwei Betriebe, im Bauhauptgewerbe sechs Betriebe. Zudem bestanden 2016 insgesamt 40 landwirtschaftliche Betriebe mit einer landwirtschaftlich genutzten Fläche von 976 ha. Davon waren 745 ha Dauergrünfläche und 232 ha Ackerland.

### Bildung
Es gibt folgende Einrichtungen (Stand: 2021):
- Kindergärten: 74 Kindergartenplätze mit 59 Kindern
- Grundschule: 4 Lehrkräfte für 77 Schüler

## Persönlichkeiten
- Joseph Ferdinand Guidobald von Spaur (1705–1793), bayerischer Hofbischof in München. Er amtierte von 1740 bis 1767 als Pfarrer von St. Nikolaus in Höslwang und ließ diese Kirche sehr qualitätsvoll, barock ausstatten.[7]